# پاپریکا (فیلم ۱۹۹۱)

دبورا کاپریولیو، بازیگر نقش اصلی در صحنه‌ای از فیلم.

پاپریکا (Paprika) فیلمی به کارگردانی تینتو براس است که در سال ۱۹۹۱ منتشر شد. از بازیگران آن می‌توان به دبورا کاپریولیو، والنتین دمی، نینا سولدانو، کلاریتا گاتو و پل مولر اشاره کرد.

## گزیدهٔ بازیگران
- دبورا کاپریولیو
- استفان فرارا
- مرتین بروشار
- رنتسو رینالدی
- نینا سولدانو
- جان استاینر
- والنتین دمی
- ریکاردو گارونه
- پل مولر
- استفان بونه
- اوسیریده پـِـوارِلو
- کلاریتا گاتو